# Paleotullbergia primigenia
Famille
Genre
Espèce
Paleotullbergia primigenia, unique représentant du genre Paleotullbergia et de la famille des Paleotullbergiidae, est une espèce de collemboles.

## Distribution
Cette espèce est endémique de Côte d'Ivoire.

## Description
Les femelles mesurent 0,60 mm.

## Publications originales
- Delamare Deboutteville, 1951 : Nouveaux Collemboles de la Côte d'Ivoire. Bulletin du Muséum d'Histoire naturelle de Paris, sér. 2, vol. 23, no 2, p. 280-286 (texte intégral).
- Stach, 1954 : The Apterygotan fauna of Poland in relation to the world-fauna of this group of insects, Family: Onchyiuridae. Polska Akademia Nauk, Instytut Zoologiczny p. 1-219.